# Herrenhaus Klix

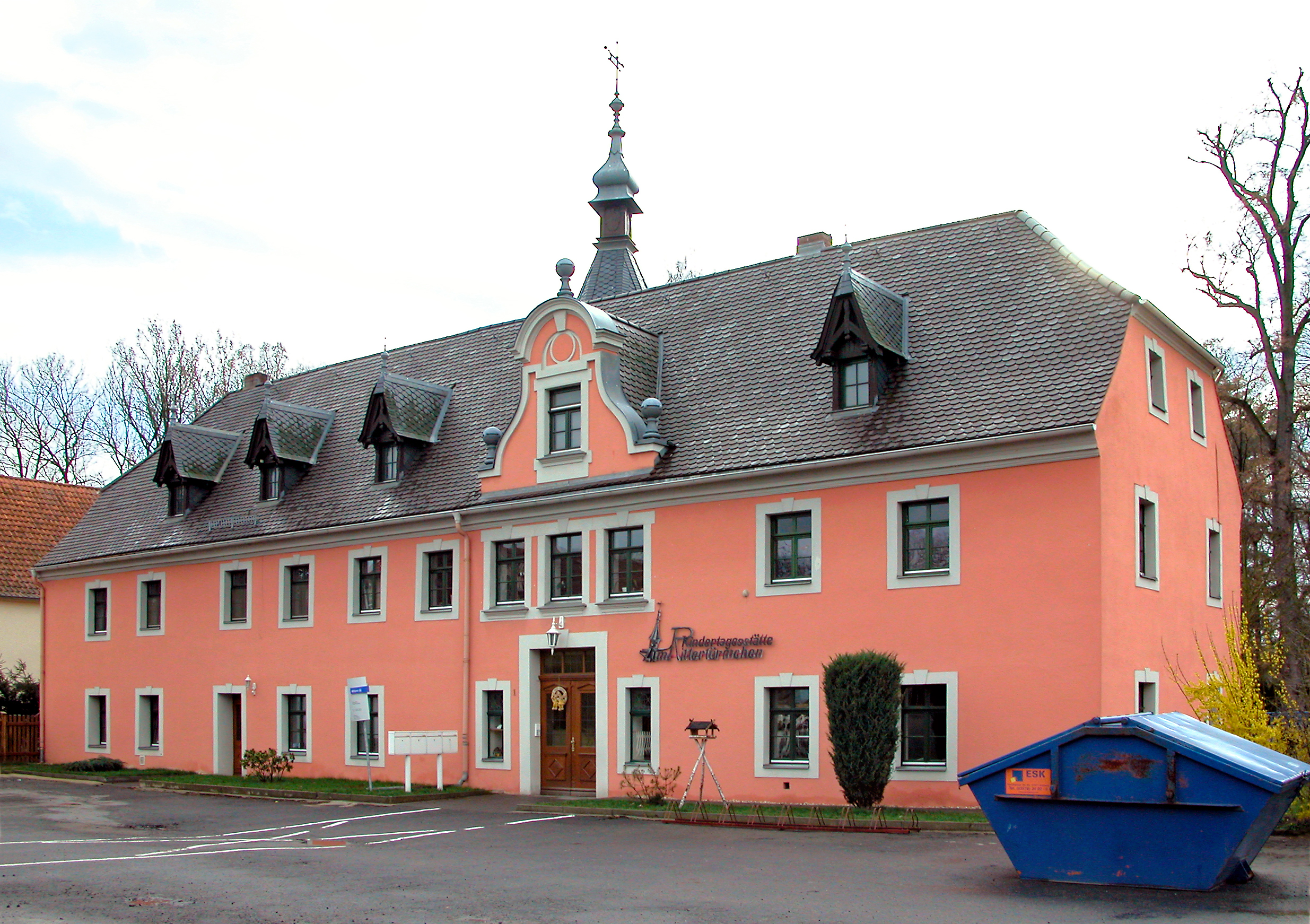
Herrenhaus Klix, Hofseite (2008)

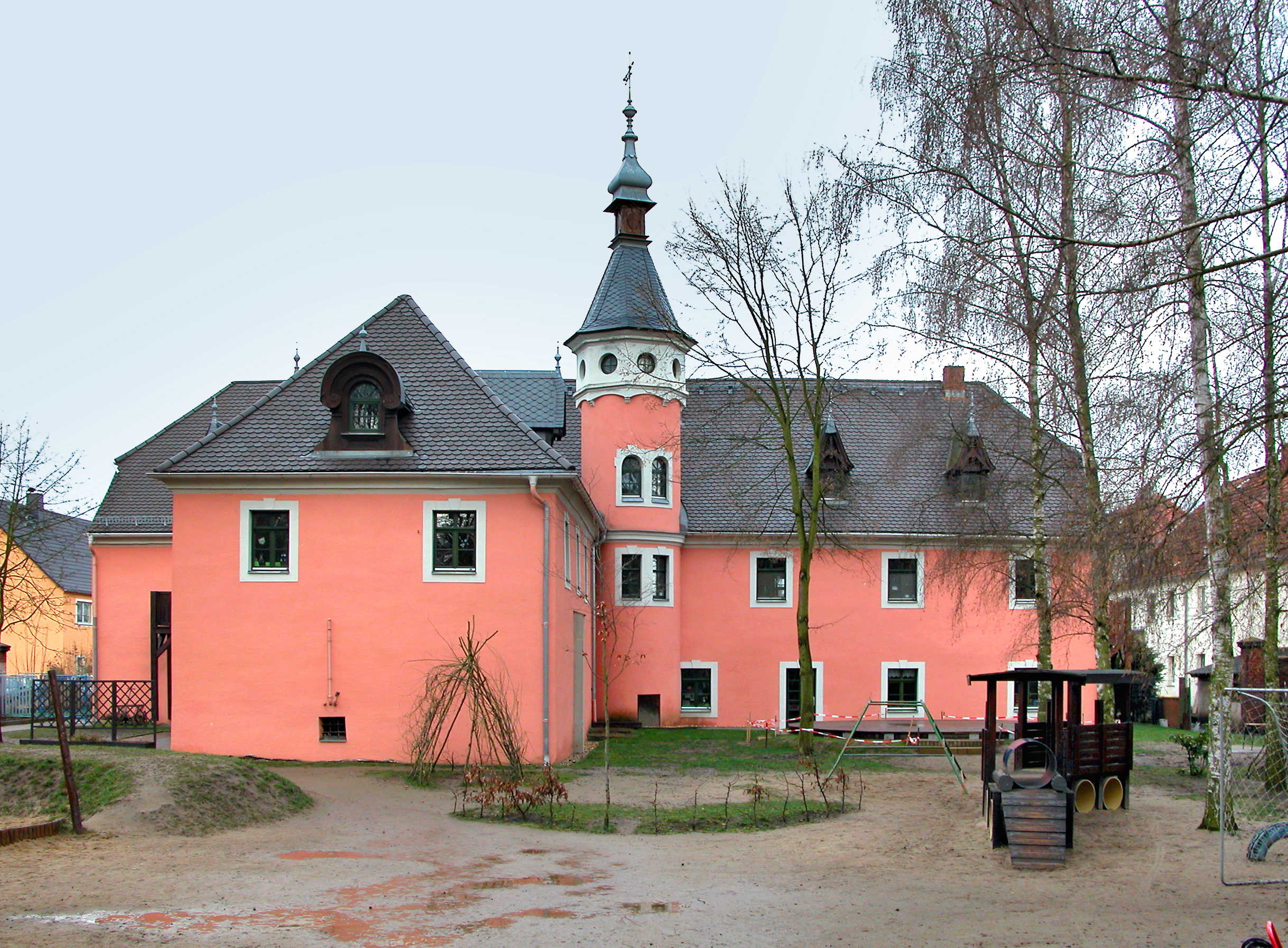
Herrenhaus Klix, Parkseite (2008)

Das Herrenhaus Klix ist ein Herrenhaus im Ortsteil Klix der Gemeinde Großdubrau im Landkreis Bautzen in der sächsischen Oberlausitz. Das ehemalige Hauptgebäude des Rittergutes Klix aus dem 17. Jahrhundert steht heute unter Denkmalschutz.

## Geschichte und Architektur
An der Stelle des heutigen Herrenhauses befand sich ursprünglich eine Wasserburg, das Stammhaus der Herren von Klüx, um die sich später das Rittergut entwickelte. Von dieser Burg sind keine Reste mehr erhalten. Im 16. Jahrhundert kam das Gut in den Besitz der Familie von Nostitz, es folgten die Familien von Schönberg, von Gersdorff und von Zezschwitz. Das Herrenhaus wurde vermutlich um 1750 errichtet. Im Jahr 1892 gelangte das Rittergut in den Besitz von Albin Boehmer, der in den folgenden beiden Jahren umfassende Umbauarbeiten am Herrenhaus vornehmen ließ. 1916 wurde das Rittergut von Richard Reinecker gekauft. Bei der Bodenreform in der Sowjetischen Besatzungszone wurde Reinecker enteignet und das Rittergut aufgeteilt. Das Herrenhaus wurde fortan als Verwaltungsgebäude der Gemeinde Klix und als Kindergarten genutzt. Zwischen 1994 und 1995 wurde das Herrenhaus saniert.
Das Herrenhaus ist ein zweigeschossiger Bau zu elf Achsen mit L-förmigem Grundriss und Krüppelwalmdach. Über der Eingangsachse befindet sich ein Zwerchhaus. Das Eingangsportal und die rechteckigen Fenster sind mit Sandsteinlaibungen und Schlusssteinen versehen. Im parkseitigen Winkel der beiden Gebäudeflügel ist ein viergeschossiger runder Eckturm mit Zeltdach und einem laternenartigen Aufsatz mit Zwiebelhaube angebaut.